# Paillasse (laboratoire)
Pour les articles homonymes, voir paillasse.

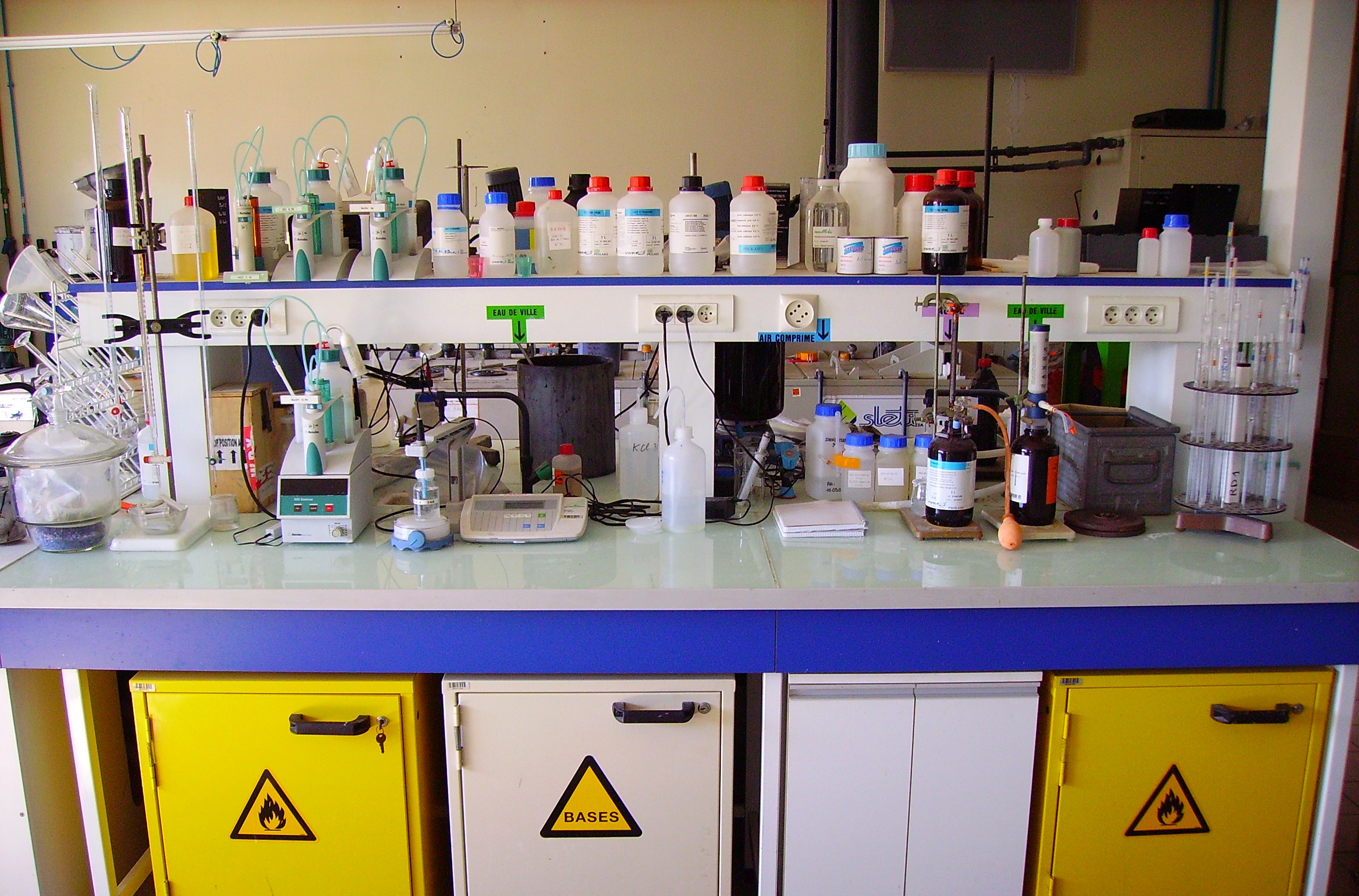
Paillasse fixe d'un laboratoire de chimie analytique. Le plan de travail est vitré. Caisson technique central ou pont d'énergie équipé d'une rampe de prises électriques, de deux bénitiers (avec robinets à eau de ville) ; armoires basses de sécurité avec serrure pour produits inflammables (jaunes) ou corrosifs, caisson mobile.

Une paillasse de laboratoire ou une table de manipulation désigne un plan de travail dont le revêtement est par exemple en grès étiré, en verre émaillé, en stratifié compact en matière plastique (résine durcie et renforcée, PP…), en inox ou stratifié, et ce afin d'être correctement adapté en fonction de l'utilisation et produits au sein du laboratoire. Le plan de travail d'un atelier ou d'une cuisine s'appelle aussi paillasse. La hauteur standard d'une paillasse est de 900 mm mais toujours en fonction de l'utilisation, peut être plus ou moins haute. La profondeur est également variable.

## Présentation et équipement
Selon l'utilisation :

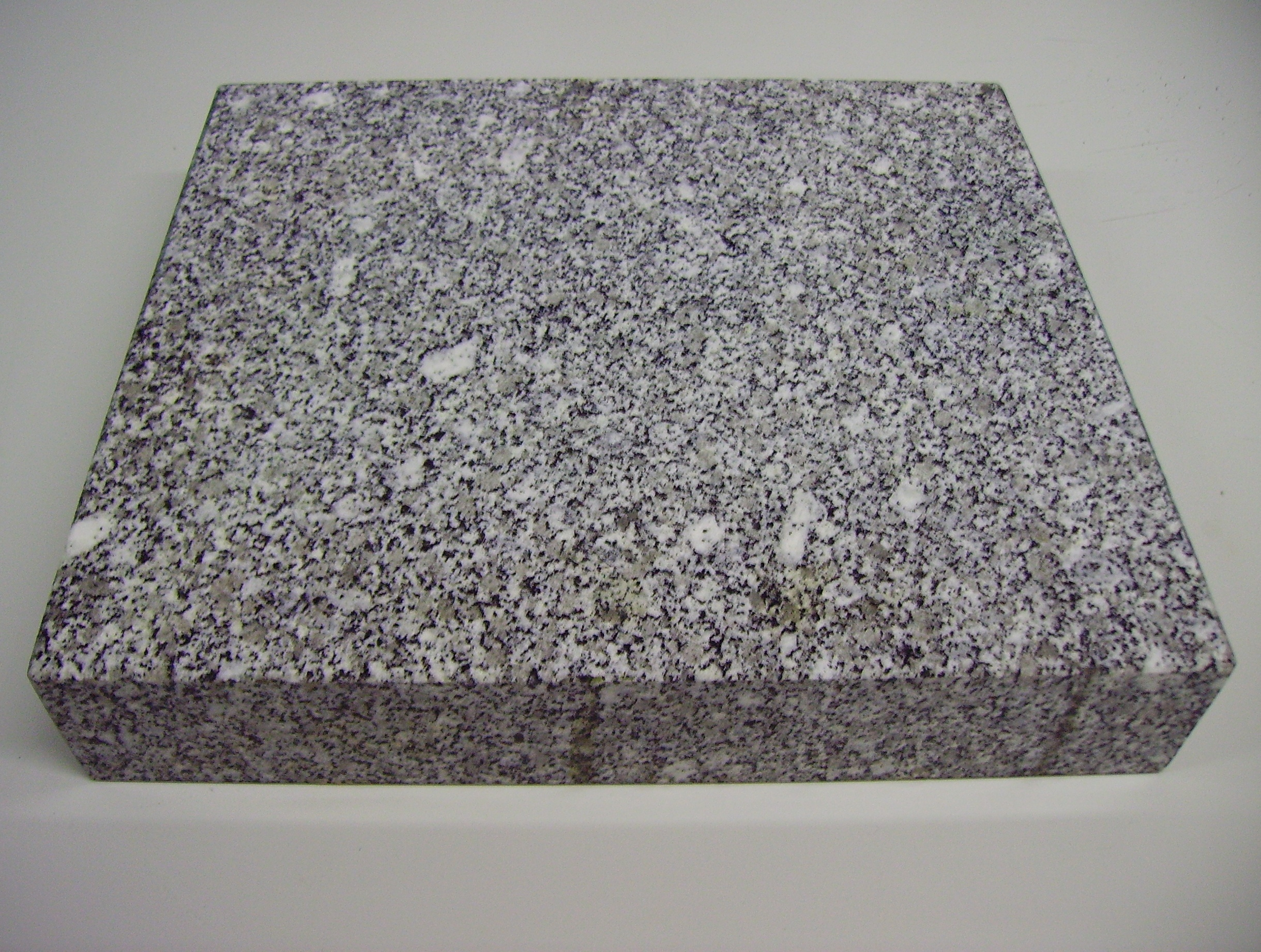
Marbre à placer sous une balance.

- Elle peut être équipée de bénitier(s) encastré(s) en PP avec robinetterie, profond(s) d'environ 10 cm (la paillasse est alors dite « humide », par opposition à « sèche ») ;
- Sa conception modulaire permet d'associer une laverie (avec cuve en grès émaillé, en PP…) sur piétement métallique ou sur meuble porteur.

La paillasse comporte en général une alimentation électrique, une alimentation en gaz, un ensemble d'étagères au-dessus et en dessous du plan proprement dit.

Elle est aménagée en fonction des besoins de la discipline ou des expériences menées. Elle peut par exemple être dotée d'une hotte, telle une hotte à flux laminaire ou une hotte d'extraction chimique (aussi appelée sorbonne).

Une table de balance anti-vibratoire ou simplement un « marbre » posé sur le plan de travail sont parfois présents.

Elle peut être équipée d'alimentations de couleurs différentes (repérage facilité) :
- en diazote ou argon (gaz inertes) pour mener à bien certaines analyses thermiques ou protéger des substances contre l'humidité, par exemple ;
- en gaz combustible pour alimenter par exemple un bec Bunsen ;
- en air comprimé (alimentation d'instruments, séchage, nettoyage d'un objet, etc.) ;
- en eau déminéralisée (préparation de solutions, réalisation de méthodes expérimentales, rinçage d'un objet, etc.).

Les équipements de sécurité varient suivant la discipline. On distingue :
- extincteur(s) à proximité ;
- détecteur(s) de fumée ;
- armoire(s) de sécurité étiqueté(s) pour produits corrosifs (construction double paroi en acier recouvert d'une protection plastique anti-corrosion, munis éventuellement d'un système de ventilation intégré ou non et de filtration au charbon actif), pour stocker soit des acides, soit des bases ;
- coffre(s) de sécurité étiqueté(s) pour produits inflammables (solvants…) ;
- récipient(s) de sécurité étiqueté(s) et placé(s) sous une hotte aspirante pour stocker et manipuler des liquides inflammables.

## Normes
- Paillasses de laboratoire ː EN 13150[3]
- Armoires de stockage de sécurité incendie ː EN 14470-1[4] et EN 14470-2[5]
- Dispositifs d'aspiration ː EN 16589-1[6]